# The Examiner
The Examiner byly noviny vydávané od roku 1710 do roku 1714 ve Spojeném království spisovatelem Johnem Morphewem. Noviny vedl spisovatel Jonathan Swift. Soudobé médium prezentovalo politický pohled strany Toryů. Byly opozicí k politické straně Whigů.